# Волтера
Волтера (итал. Volterra) је насеље у Италији у округу Пиза, региону Тоскана.
Према процени из 2016. у насељу је живело 10.519 становника. Насеље се налази на надморској висини од 529 м.

## Историја
Волтера која је Етрурцима била позната под именима Велатри (Velathri) или Влатри (Vlathri), и Римљанима као Волатере (Volaterrae), је град и општина у италијанској покрајини Тоскани. У бронзано доба град је био насеље Протовилановске културе, и значајан центар етрурске цивилизације (Velàthre, Velathri или Felathri на етрурском, Volaterrae на латинском језику), један од „дванест градова” Етрурске Лиге.
Верује се да је насеље континуирано насељено од најмање 8. века пре нове ере. Постао је муниципијум у савезу са Римом на крају 3. века пре нове ере. Град је био резиденција бискупа у 5. веку, тај статус града је потврђен током 12. века.
С падом епископата и откривањем локалних лежишта руде alum, Волтера је постала предмет интересовања Фиренце, чије су снаге освојиле Волтеру.  Фирентинска владавина није увек била популарна, а противљење је повремено прерастало у побуну. Фиренца је ове побуне успевала да угуши.
Када је Фиренца пала 1530, Волтера је прешла под контролу породице Медичи и касније пратила историју Великог војводства Тоскана.

## Становништво
| 1931.  | 1936.  | 1951.  | 1961.  | 1971.  | 1981.  | 1991.  | 2001.  | 2011.  |
| ------ | ------ | ------ | ------ | ------ | ------ | ------ | ------ | ------ |
| 18.578 | 20.638 | 17.840 | 17.938 | 15.888 | 14.110 | 12.879 | 11.264 | 10.689 |

| Стубичасти графикон: кретање броја становника града Волтера између 1861. и 2001. |
|                                                                                  |

## Саобраћај
Волтера има станицу на Железници Чечина-Волтера, која се зове „Волтера Салине - Помаранче” због тога што се налази у четврти Салине ди Волтера.

## Значајне манифестације
Значајне манифестациј које се токо године дешавају у Волтери су:
- Волтера густо (Volterra gusto)[20]
- Волтера арте (Volterra arte)
- Волтера театро (Volterra teatro)[21]

## Знаменитости
- Римско позориште из Волтере, 1. век пре нове ере, откривено 1950-их[22][23]
- Пјаца деи Приори, главни трг, леп пример средњовековних тосканских градских тргова[24][25][26]
- Палацо деи Приори, градска кућа која се налази на Пјаца деи Приори, изградња је започета 1208 и завршена 1257[27][28][29]
- Уметничка галерија и грађански музеј Волтере (ликовна галерија) у Палацо Минуци-Солаини.[30][31] Основана 1905,[32][33] у галерији се већим делом налазе дела тосканских уметника који су живели од 14. до 17. века.[34] Укључујући слику Спуштање са крста коју је насликао Росо Фиорентино.[35][36]
- Катедрала Волтера. Проширена је у 13. веку након земљотреса. У њој се налазе циборијум и скулптуре анђела, које је израдио скулптор Мино да Фезоле, познато дело „Спуштање са крста” (1228), ремек дело романике и Капела причешћа, са сликама које су дела Санти ди Титоа, Ђованија Балдуција и Агостина Верацинија. У средишту свода су фрагменти „вечног оца” аутора Николоа Черчињанија. Такође је значајна капела Адолората, са скулптурама од теракоте које су приписане Андреи Дела Робии и фрескама аутора Беноца Гоцолија. У оближњој капели, посвећеној Пресветом Исусовом имену, налази се сто са Христовим монограмом, који је наводно насликао Бернардино из Сијене. Правоугаони звоник је из 1493. године.
- Крстионица Светог Ђованија, саграђена у другој половини 13. века.
- Тврђава Медичи (Fortezza Medicea),[37] саграђена 1470-их,[38] која је данас затвор[39] у коме је смештен познати ресторан, Фортеза Медиче ресторан.[40][41][42]
- Гварначи Етрурски Музеј,[43][44] у коме се налезе хиљаде урни које датирају из хеленистичког и архајског доба.[45][46] Главне атракција је бронзана статуа „Омбра Дела Сера” (Ombra della sera − буквални превод; „сенка ноћи”),[47] и скулптура „Урна дељи споси” (Urna degli Sposi − буквални превод; „урна супружника”) скулптуре од теракоте етрурског пара.[48][49][50][51]
- Етрурски зидови Волтере, укључујући добро очуване зидине Волтере (3−2 век п. н. е.),[52][53] и капију Порта Диана.[54][55]
- Вила ди Спедалето, налази се изван града у правцу Лајатика[56]
- Постоје ископине етрурских гробница у области Вале Бона.
- Волтера психијатријска болница, основана је 1888. и радила до 1978. године, поново је отворен за јавност и поново ће се користити у сврху лечења психијатријских болесника.[57]

## У популарној култури
- Волтера је поменута у песми „Хорације” Лорда Маколеја.[58][59]
- „Табернакул за сунце” (2005), Линде Прауд, први том „Трилогије Ботичели”, почиње пљачком Волтере 1472. Волтера је домовина предака породица Мафеј и догађаји из 1472. воде директно у заверу Пација из 1478. Протагонист романа је Томасо де Мафеј, полубрат једног од завереника.
- Волтера је важна локација у серијалу Стефани Мејер „Сумрак”. У књигама, Волтера је дом Волтурија, ковена богатих, краљевских, моћних древних вампира, који у суштини делују као владари светске популације вампира. (Међутим, релевантни призори из филма снимљени су у Монтепулчану.)
- Волтера је 1819. била место славног катастрофалног сусрета Стендала са његовом вољеном грофицом Матилдом Дембовском: она га је препознала, упркос томе што се маскирао, користећи нову одећу и зелене наочаре, и била је бесна. Ово је централни догађај у његовој књизи „О љубави” (On Love).[60][61]
- Волтера се више пута помиње у историјској наутичкој серији британског аутора Дадлија Поупа „Капетан Николас Ремеџ”. Ђијана, маркиза из Волтере и измишљени владар тог подручја, појављује се у првих дванаест књига из серије од осамнаест књига. Књиге приказују напредак и каријеру Ремеџа током Наполеонових ратова с краја осамнаестог и почетка деветнаестог века, пружајући читаоцима прецизно описане детаље о животу на једрилицама и условима на мору тог времена.[62][63]
- Волтера је место на коме се одвија роман „Кајмира” италијанског аутора Валерија Манфредија.[64]
- Радња дела Валерија Манфредија „Древно проклетство”, такође је смештена у Волтери, где је статуа Сенка сумрака украдена из музеја Волтера.
- Волтера је представљена у збирци кратких прича „Неприлагођена земља” Џумпе Лахири из 2008. године. Овде Хема и Каушик, протагонисти последње кратке приче „Одлазак на обалу”, путују пре него што се разиђу.[65]
- Волтера је представљена у филму Лукина Висконтија из 1965. године „Нејасне звезде медвједа”, објављеном као „Сандра (од хиљаду радости)” у Сједињеним Државама и као „од хиљаду ужитака” у УК.[66]
- Предели Волтере коришћени су за престављање Сентрал Ситија у филму из 2017 „Фулметал Алкемист”, који је ежирао Фумихико Сори.
- Радња видео игре из 2016. Град светлости смештена је у измишљену верзију злогласне „Психијатријске болнице Волтера”.[67]
- „Волатере” је име које су Дан и Уна дали свом тајном месту у Фар Вуду у Киплинговом „Пак оф Пукс Хил”. Били су инспирисани стихом у „Рушевине древног Рима”:

Од господске Волатере,

Где се ругају надалеко познатом ставу

Рукама дивова нагомилане 

За боголике краљеве древне.
- Волтера и њен однос са Фиренцом Медичија приказује се у другој сезони „Медичи: Господари Фиренце (2018).

## Познате личности
- Персије, (34-62), римски сатиричар етрурског порекла
- Папа Лин, који је, према Либер Понтификалис, рођен у Волтери и наследник Петра.[68]
- Луције Петроније Тавр Волузијан, конзул цара Галијена 261. нове ере и Префект града 267-268 нове ере.
- Данијеле да Волтера, (1509-1566), маниристички сликар
- Песник Јакопо да Леона био је судија у Волтери у 13. веку.
- Породица Мафеј из Волтере дала је апостолског секретара Ђерарда Мафеја и његова три сина: најстаријег Антониа Мафеја да Волтеру, који је био један од атентатора у Паци завери против Медичија 1478; другог, хуманисту Рафаела Мафеја званог „Волтерано” који је такође служио у Курији; и најмлађег Мариа Мафеја, који је такође био стипендиста и пратио свог оца у курији.
- Емилио Фјаши (1858-1941), вајар

## Партнерски градови
- Брухзал
- Вунсидел
- Менд
- Буждур (под контролом Марока, али право на њега полаже и Западна Сахара)
- Сандомјеж